# Danger, Go Slow
Danger, Go Slow er en amerikansk stumfilm fra 1918 af Robert Z. Leonard.

## Medvirkende
- Mae Murray som Mugsy Mulane
- Jack Mulhall som Jimmy
- Lon Chaney som Bud
- Lydia Knott som Tante Sarah
- Joseph W. Girard